# Arturo Rodríguez
Arturo Jaime „El Mono” Rodríguez Jurado (ur. 27 maja 1907 w Buenos Aires, zm. 22 listopada 1982) – argentyński bokser, złoty medalista igrzysk olimpijskich.
W 1924 na Igrzyskach Olimpijskich w Paryżu przegrał na punkty pierwszą walkę w wadze półciężkiej z Thyge Petersenem z Danii.
W 1928 wziął udział w Igrzyskach Olimpijskich w Amsterdamie, gdzie w wadze ciężkiej kolejno pokonał: Matthew Flanagana z Irlandii (KO w 1 r.), Simona Olija z Holandii (na punkty). W półfinale pokonał późniejszego brązowego medalistę Michaela Jacoba Michaelsena z Danii na punkty. W meczu o złoty medal znokautował w pierwszej rundzie Szweda Nilsa Ramma.